# Danh sách tập phim Yu-Gi-Oh 5D's (mùa 1)
Đây là mùa đầu tiên của anime Yu-Gi-Oh! 5D's gồm 26 tập. Mùa này sử dụng hai bài hát chủ đề: bài hát mở đầu là 'Kizuna' của Kra cùng bài hát kết thúc là 'Start' của Nakagauchi Masataka

## Danh sách yập phim

### Signers Arc (JP Season 1) / Fortune Cup Duels (US Season 1)
| #  | Tên tập phim | Ngày phát sóng gốc       |  |
| -- | --- | ------------------------ |  |
|    | |                          |  |
| 1  | "Raidingu Dyueru! Akuserarēshon!" (ライディング·デュエル! アクセラレーション!)                                                                    | ngày 2 tháng 4 năm 2008  |  |
| 2  | "Pawā Insekuto Dekki! Arijigoku no Wana" (パワーインセクトデッキ! 蟻地獄の罠)                                                                     | ngày 9 tháng 4 năm 2008  |  |
| 3  | "Dasshutsu! Nitoro Woriā Bāsasu Goyō Gādian" (脱出! ニトロ·ウォリアーVSゴヨウ·ガーディアン)                                                       | ngày 16 tháng 4 năm 2008 |  |
| 4  | "Unmei no Taiketsu! Tachihadakaru Sutādasuto Doragon" (運命の対決! 立ちはだかるスターダスト·ドラゴン)                                             | ngày 23 tháng 4 năm 2008 |  |
| 5  | "Gekitotsu-suru Ēsu Doragon! Sutādasuto Bāsasu Reddo Dēmonzu" (激突するエース·ドラゴン! スターダストVSレッド·デーモンズ)                          | ngày 30 tháng 4 năm 2008 |  |
| 6  | "Mitekure! Washi no Hihō Dekki" (見てくれ! ワシの秘宝デッキ!)                                                                                     | ngày 5 tháng 5 năm 2008  |  |
| 7  | "Kādo ni Kometa Omoi! Suishō Dokuro Bāsasu Ō Ushioni" (カードにこめた想い! 水晶ドクロVS大牛鬼)                                                    | ngày 14 tháng 5 năm 2008 |  |
| 8  | "Mitasarenu Tamashī Shigunā to Densetsu no Ryū" (満たされぬ魂 シグナーと伝説の竜)                                                                 | ngày 21 tháng 5 năm 2008 |  |
| 9  | "Kādo ni Kakeru Omoi Shikumareta Raitoningu Desumacchi" (カードにかける思い 仕組まれたライトニング·デスマッチ)                                    | ngày 28 tháng 5 năm 2008 |  |
| 10 | "Dekki Zero Chēn Torappu no Rūpu wo Yabure" (デッキ0 チェーントラップのループを破れ)                                                              | ngày 4 tháng 6 năm 2008  |  |
| 11 | "Tokushu Tsuiseki Dekki Futatabi Torimodose Nakama tono Kizuna" (特殊追跡デッキ再び 取り戻せ仲間との絆)                                           | ngày 11 tháng 6 năm 2008 |  |
| 12 | "Deddo Cheisu! Kizuna wo Tsumuge Tābo Woriā" (死闘追跡! 絆を紡げ ターボ・ウォリアー)                                                              | ngày 18 tháng 6 năm 2008 |  |
| 13 | "Daiyaru On! Unare Difōmā Dekki" (ダイヤル·オン! うなれディフォーマーデッキ)                                                                      | ngày 25 tháng 6 năm 2008 |  |
| 14 | "Arawareru Fōkuroa Hakai o Motarasu "Kurobara no Majo"" (現れるフォークロア破壊をもたらす 「黒薔薇の魔女」)                                       | ngày 2 tháng 7 năm 2008  |  |
| 15 | "Dyueru Obu Fōchūn Kappu Kaimaku Daikūshū!! Jaianto Bomā Eareido" (デュエル·オブ·フォーチューンカップ開幕 大空襲!!ジャイアントボマー·エアレ イド) | ngày 9 tháng 7 năm 2008  |  |
| 16 | "Majosairai, Hametsu no Ryū "Burakku Rōzu Doragon"" (魔女再来, 破滅の竜 ｢ブラック・ローズ・ドラゴン｣)                                             | ngày 16 tháng 7 năm 2008 |  |
| 17 | "Honō no Ribenjā Supīdokingu ☆ Sukaru Fureimu" (炎のリベンジャー スピード・キング☆スカル・フレイム)                                               | ngày 23 tháng 7 năm 2008 |  |
| 18 | "Inishie no Mori Seirei Sekai eno Izanai" (古の森 精霊世界への誘い)                                                                               | ngày 30 tháng 7 năm 2008 |  |
| 19 | "Osensareru Seirei Sekai Akunaru Ishi Chōmajin Ido" (汚染される精霊世界 悪なる意思 超魔神イド)                                                    | ngày 6 tháng 8 năm 2008  |  |
| 20 | "Yuzurenai Omoi Waga Shimei wa Kokyō to Tomo ni" (譲れない想い 我が使命は故郷と共に)                                                              | ngày 13 tháng 8 năm 2008 |  |
| 21 | "Fukushū no Bomā Kanashimi no Torappu Chariotto Pairu" (復讐のボマー 悲しみのトラップ チャリオット·パイル)                                        | ngày 20 tháng 8 năm 2008 |  |
| 22 | "Abakareru Kako Dyueru Purofairā Bāsasu Kurobara no Majo" (暴かれる過去 デュエルプロファイラ-VS黒薔薇の魔女)                                      | ngày 27 tháng 8 năm 2008 |  |
| 23 | "Fainaru Macchi, Kamen no Oku ni Kakusareta Kokoro" (決勝戦, 仮面の奥に隠された心)                                                                | ngày 3 tháng 9 năm 2008  |  |
| 24 | "Vikutemu Sankuchuari Hakai wo Tsutsumu Hoshi to Nare! Sutādasuto Doragon" (ヴィクテム·サンクチュアリ 破壊を包む星となれ! スターダスト·ドラゴン)  | ngày 10 tháng 9 năm 2008 |  |
| 25 | "Fōchun Kappu Fainaru! Kokō no Kingu Jakku Atorasu" (フォーチュンカップ ファイナル! 孤高のキング ジャック·アトラス)                               | ngày 17 tháng 9 năm 2008 |  |
| 26 | "Shigunā-tachi no Unmei! Akaki Ryū ga Michibiku Mirai" (シグナーたちの運命! 赤き竜が導く未来!)                                                    | ngày 24 tháng 9 năm 2008 |  |